# 809 Lundija
809 Lundija (mednarodno ime 809 Lundia) je majhen dvojni asteroid v glavnem asteroidnem pasu. 

## Odkritje
Asteroid je odkril nemški astronom in začetnik astrofotografije Max Franz Joseph Cornelius Wolf 11. avgusta 1915 . Imenuje se po Observatoriju Lundu na Švedskem.

## Značilnosti
Asteroid Lundija obkroži Sonce v 3,45 letih. Njegova tirnica ima izsrednost 0,192, nagnjena pa je za 7,146° proti ekliptiki. Okoli svoje osi pa se zavrti v 15,4 h . Njegova tirnica se nahaja v področju družine asteroidov Flora. Spada med asteroide tipa V, vendar ne moremo reči, da je član družine Flora. Verjetno je odletel s površine asteroida 4 Vesta ob trku neznanega telesa v preteklosti. Njegova tirnica leži predaleč od Veste, da bi lahko bil član družine Vesta. Ni popolnoma jasno, kako je prišel na takšno oddaljenost od Veste. Znani pa so še drugi primeri asteroidov tipa V, ki so daleč od starševskega telesa. Predvidevajo, da je nanje vplival pojav Jarkovskega in nelinearna sekularna resonanca .

## Naravni satelit
V letu 2005 so na osnovi svetlobne krivulje ugotovili, da ima asteroid tudi naravni satelit (luno). Luna je dobila začasno ime S/2005 (809) 1. Luna in osrednje telo sta približno enako velika, tako lahko govorimo o pravem dvojnem asteroidu. Relativno velikost so določili s pomočjo medsebojne okultacije med katero so ugotovili, da je vseeno katero telo se prekrije z drugim . Če predpostavimo, da ima asteroid enak albedo kot Vesta, potem bi imeli telesi približno 7 km v premeru. Obhodna doba je okoli 15,4 h   kar pomeni, da je njuna medsebojna razdalja od 10 do 20 km.